# Guet municipal d'Ankh-Morpork
Le Guet municipal d'Ankh-Morpork est la force de police de la ville fictive de Ankh-Morpork dans les Annales du Disque-monde. Il s'agit également d'une série de huit romans au sein des Annales du Disque-monde.

## Série des romans
La série du Guet suit les aventures de Samuel Vimaire et du Guet municipal d'Ankh-Morpork. Elle est souvent considérée comme l'arc le plus populaire et recommandée pour découvrir le Disque-monde en général.
En 1989, la série du Guet commence avec la publication du 8e tome du Disque-monde, Au guet ! (Guards! Guards!), qui suit l'arrivée à Ankh-Morpork de Carotte Fondeurenfersson, humain élevé chez les nains, qui s'engage au sein du Guet municipal. Une société secrète qui désire renverser le Patricien Havelock Vétérini et rétablir la royauté à Ankh-Morpork invoque un dragon qui ravage la ville et échappe à tout contrôle : c'est au Guet de l'arrêter, ainsi que la tentative d'assassinat du Patricien.
En 1993, Le Guet des orfèvres (Men at Arms) suit l'incorporation de nouveaux membres du Guet, issus de toutes sortes de classes sociales et de races. Le commandant Samuel Vimaire doit dépasser ses préjugés à l'arrivée d'un nain et d'un troll dans son équipe, alors qu'une nouvelle tentative d'assassinat de Vétérini est démasquée quelques heures avant son départ à la retraite.
Dans Pieds d'argile (Feet of Clay), paru en 1996, quelqu'un assassine plusieurs hommes sans histoires. Les seuls qui pourraient aider à l'enquête sont les golems, des créatures d'argile qui ne vivent que pour suivre les instructions qu'on leur donne. Or, eux aussi commencent à se suicider.
L'année suivante paraît le vingt-et-unième tome des annales du Disque-monde, Va-t-en-guerre (Jingo). Dans ce tome, une île apparaît mystérieusement dans l'océan, à mi-chemin entre Ankh-Morpork et le Klatch, équivalent de l'Afrique du Nord dans le Disque-monde. Une guerre éclate rapidement, entraînant les membres du Guet dans les combats avec plus ou moins d'enthousiasme.
En 1999 paraît Le Cinquième Éléphant (The Fifth Elephant), dans lequel Vimaire est envoyé en mission diplomatique en Überwald, le pays des nains, des vampires et des loups-garous, où les tensions sont exacerbées par le monopole des nains sur les gisements de graisse sous la surface et par le vol de leur Scone de Pierre,.
Le 28e tome du Disque-monde, et sixième du Guet, est Ronde de nuit (Night Watch), dans lequel Vimaire remonte le temps d'une vingtaine d'années et rencontre son moi du passé, fraîchement recruté au Guet en pleine révolution populaire inspirée par la Commune de Paris.
En 2005 paraît Jeu de nains (Thud!), inspiré du Da Vinci Code. Les trolls et les nains sont des ennemis héréditaires qui ne se sont jamais pardonné l'embuscade de Koom, dont chaque faction accuse l'autre. Quand un nain est assassiné et qu'on trouve une massue trolle à côté du corps, Vimaire doit enquêter pour trouver le coupable et empêcher une nouvelle guerre entre les deux races.
Le dernier tome de l'arc du Guet, Coup de tabac (Snuff), paraît en 2011. Il traite de l'esclavage et de l'assassinat de gobelins, une race vue comme animale et donc ne méritant pas une vraie enquête. Or, l'enquête de Vimaire, présent lors du meurtre alors qu'il est parti en vacances avec sa femme et son fils, dévoile une large affaire de contrebande et l'extraordinaire talent artistique des gobelins.

## Personnages membres du Guet
- Samuel Vimaire (humain)
- Carotte Fondeurenfersson (humain / nain)
- Angua von Uberwald (louve-garou)
- Frédéric Côlon (humain)
- Chicard Chique (probablement humain)
- Détritus (troll)
- Bourrico (nain)
- Hilare Petitcul (nain)

## Postérité
Le Guet inspire la série de 2021 The Watch (en).